# Placówka Straży Celnej „Dąbrowa”

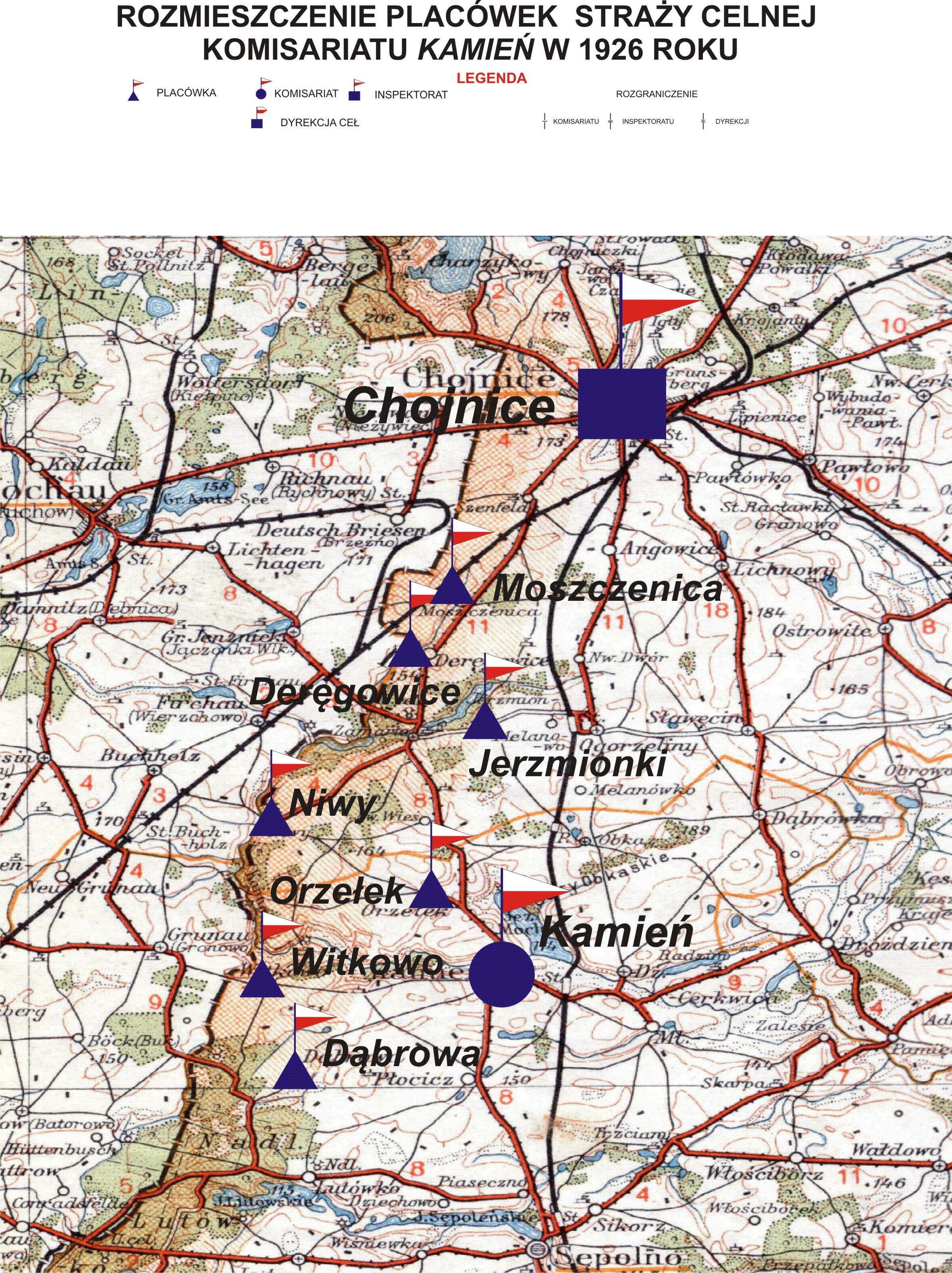
Rozmieszczenie placówek Straży Celnej Komisariatu Kamień

Placówka Straży Celnej „Dąbrowa” – jednostka organizacyjna Straży Celnej pełniąca w okresie międzywojennym służbę ochronną na granicy polsko-niemieckiej.

## Formowanie i zmiany organizacyjne
Na wniosek Ministerstwa Skarbu, uchwałą z 10 marca 1920 roku, powołano do życia Straż Celną. Jednostki Straży Celnej rozpoczęły przejmowanie odcinków granicy od pododdziałów Batalionów Celnych. W 1921 roku w Płutowie i Sypniewie stacjonowały sztaby 4 kompanii 20 batalionu celnego. Kompanie wystawiały między innymi placówkę w Dąbrowie. Proces tworzenia Straży Celnej trwał do końca 1922 roku. Placówka Straży Celnej „Dąbrowa” weszła w podporządkowanie komisariatu Straży Celnej „Kamień Pomorski” z Inspektoratu SC „Chojnice”.
W drugiej połowie 1927 roku przystąpiono do gruntownej reorganizacji Straży Celnej. W praktyce skutkowało to rozwiązaniem tej formacji granicznej. Ochronę północnej, zachodniej i południowej granicy państwa przejęła powołana z dniem 2 kwietnia 1928 roku Straż Graniczna. W strukturach nowo powstałej formacji nie odtworzono placówki „Dąbrowa”.

## Funkcjonariusze placówki
Kierownicy placówki
| stopień    | imię i nazwisko, numer | okres pełnienia służby | kolejne stanowisko |
| ---------- | ---------------------- | ---------------------- | ------------------ |
| przodownik | Jan Kasprzyk (1869)    | był w 1926             |                    |

Obsada personalna placówki w 1926:
- przodownik Jan Kasprzyk (1869)
- starszy strażnik Jan Kiżewski (1803)
- strażnik Alojzy Talaśka (903)
- strażnik Marcin Paszkowiak (782)
- strażnik Teodor Dulski (241)
- strażnik Andrzej Rutkowski (2229)
- strażnik Franciszek Szyguła (3230)
- strażnik Bronisław Wardziński (3240)